# Castillo de Ballygally
El Castillo de Ballygally (en inglés: Ballygally Castle) esta en el pueblo de Ballygally, Condado de Antrim, Irlanda del Norte, que se encuentra aproximadamente a tres millas al norte de Larne. El castillo tiene un panorama del mar en el tope de la bahía Ballygally. Ahora funciona como un hotel, siendo el único edificio del siglo XVII que todavía se utiliza como residencia en Irlanda del Norte, y tiene fama de ser uno de los lugares más frecuentados de la provincia. El castillo es descrito como "una postal viviente, un encantador castillo señorial, casi de color verde azulado escocés con vistas al mar en Irlanda del Norte"